# Habib Habibou
Mouhamadou Habib Habibou (Bria, 16 aprile 1987) è un ex calciatore centrafricano con passaporto francese, di ruolo attaccante.

## Biografia
È cugino di Evans e Geoffrey Kondogbia.

## Caratteristiche tecniche
Giocatore veloce e agile, letale in contropiede e freddo sotto porta.

## Carriera

### Club
Dopo aver giocato nelle giovanili del Paris Saint-Germain, firma un contratto con lo Charleroi. Nel 2007, viene ceduto in prestito al Tubize-Braine. Rientrato dal prestito, gioca altri sei mesi con lo Charleroi, prima di essere ceduto nuovamente in prestito, stavolta in Romania, allo Steaua Bucarest. Nel 2008, dopo essere rientrato dal prestito, viene confermato in prima squadra. Dopo due stagioni allo Charleroi, viene acquistato a titolo definitivo dallo Zulte Waregem. Nel gennaio 2013 passa in prestito secco al Leeds Utd. Nell'estate 2013 rientra allo Zulte Waregem. Nel 2014, dopo una breve esperienza allo Gent, si trasferisce al Rennes. Nel gennaio 2016 viene ceduto in prestito al Gaziantepspor. Rientrato dal prestito, rimane altri sei mesi al Rennes, senza collezionare alcuna presenza. Nel gennaio 2017 passa al Lens.

### Nazionale
Debutta in nazionale il 4 settembre 2016, in Repubblica Democratica del Congo-Repubblica Centrafricana.